# Caro van Thuyne
Caro van Thuyne (1970) is een Belgische schrijfster. Zij debuteerde in 2018 met de verhalenbundel Wij, het schuim. Zij won in 2021 de Bronzen Uil voor haar debuutroman Lijn van wee en wens.
- Gemeinsame Normdatei: 1171169221
- International Standard Name Identifier: 0000 0004 6856 6932
- Nederlandse Thesaurus van Auteursnamen: 419563962
- Virtual International Authority File: 66153833150164330013
- WorldCat: E39PCjxPmF8kP8wqBxvVqpxyMP